# David Friedman
David Director Friedman (* 12. února 1945) je americký ekonom, právní teoretik a spisovatel židovského původu. Je představitelem anarchokapitalismu a libertarianismu. K nejznámějším patří jeho práce The Machinery of Freedom z roku 1973, v níž představil radikálně anarchokapitalistický koncept žádající privatizaci práva - právo je ve Friedmanově představě schopen produkovat trh jako zboží. Od liberální Rakouské ekonomické školy se mimo jiné odlišuje odmítnutím koncepce přirozených práv člověka, ke svobodě jedince se vztahuje výhradně jako k tržní výhodě. Je synem ekonoma Miltona Friedmana. Původně vystudoval chemii a přírodní vědy na Harvardu a Chicagské univerzitě, posléze se však obrátil k právní a ekonomické teorii. Dnes je profesorem práva na jezuitské univerzitě v Santa Clara v Kalifornii. Hlásí se k ateismu. Píše i prózu.

### Odborné práce
- The Machinery of Freedom (1973)
- Price Theory: An Intermediate Text Southwestern Publishing (1986)
- Hidden Order: The Economics of Everyday Life (1996)
- Law’s Order: What Economics Has to Do with Law and Why It Matters (2000)
- "The Case for Privacy" in Contemporary Debates in Applied Ethics (2005)
- Future Imperfect: Technology and Freedom in an Uncertain World (2008)

### Próza
- Harald (2006)
- Salamander (2011)